# Tamara Daunienė
Tamara Daunienė, née le 22 septembre 1951 à Iochkar-Ola, dans la RSFS de Russie, est une joueuse soviétique de basket-ball. Elle évolue durant sa carrière au poste de pivot.

## Palmarès
- Championne olympique 1976
- Championne du monde 1971
- Championne d'Europe 1974
- Championne d'Europe 1976